# Campeonato Mundial de Ginástica Artística de 1996 - Resultados femininos
Os resultados femininos no Campeonato Mundial de Ginástica Artística de 1996 somaram doze medalhas nas quatro provas individuais disputadas. Esta edição não contou com o evento por equipes e do concurso geral.

## Resultados
| Pos.              | País    | Ginasta                 | Pts   |
| ----------------- | ------- | ----------------------- | ----- |
| Medalha de ouro   | Roménia | Gina Gogean             | 9,800 |
| Medalha de prata  | Roménia | Simona Amanar           | 9,787 |
| Medalha de bronze | Cuba    | Annia Portuondo         | 9,756 |
| 4                 | Espanha | Elizabeth Valle         | 9,668 |
| 5                 | Rússia  | Svetlana Khorkina       | 9,637 |
| 6                 | Espanha | Joana Juarez            | 9,537 |
| 7                 | Grécia  | Vasiliki Tsavdaridou    | 9,518 |
| 8                 | Cuba    | Leyva Yureisis Bermudes | 9,456 |

| Pos.              | País           | Ginasta            | Pts   |
| ----------------- | -------------- | ------------------ | ----- |
| Medalha de ouro   | Rússia         | Svetlana Khorkina  | 9,787 |
| Medalha de ouro   | Bielorrússia   | Elena Piskun       | 9,787 |
| Medalha de bronze | França         | Isabelle Severino  | 9,775 |
| 4                 | França         | Elvire Teza        | 9,750 |
| 4                 | Ucrânia        | Lioubov Sheremeta  | 9,750 |
| 6                 | Alemanha       | Kathleen Stark     | 9,725 |
| 6                 | Ucrânia        | Anna Mirgorodskaia | 9,725 |
| 8                 | Estados Unidos | Jaycie Phelps      | 9,712 |
| 9                 | China          | Liu Xuan           | 9,700 |
| 10                | Roménia        | Lavinia Milosovici | 9,687 |
| 11                | Estados Unidos | Dominique Dawes    | 8,787 |

| Pos.              | País           | Ginasta              | Pts   |
| ----------------- | -------------- | -------------------- | ----- |
| Medalha de ouro   | Rússia         | Dina Kochetkova      | 9,887 |
| Medalha de prata  | Roménia        | Alexandra Marinescu  | 9,812 |
| Medalha de bronze | China          | Liu Xuan             | 9,800 |
| Medalha de bronze | Estados Unidos | Dominique Dawes      | 9,800 |
| 5                 | Grécia         | Vasiliki Tsavdaridou | 9,675 |
| 6                 | Espanha        | Mercedes Pacheco     | 9,637 |
| 7                 | Estados Unidos | Jaycie Phelps        | 9,187 |
| 8                 | Roménia        | Gina Gogean          | 9,075 |

| Pos.              | País    | Ginasta              | Pts   |
| ----------------- | ------- | -------------------- | ----- |
| Medalha de ouro   | Roménia | Gina Gogean          | 9,850 |
| Medalha de prata  | China   | Kui Yuanyuan         | 9,850 |
| Medalha de bronze | Ucrânia | Lioubov Sheremeta    | 9,800 |
| Medalha de bronze | Roménia | Lavinia Milosovici   | 9,800 |
| 5                 | Espanha | Gemma Paz            | 9,775 |
| 5                 | Grécia  | Vasiliki Tsavdaridou | 9,775 |
| 7                 | França  | Ludivine Furnon      | 9,712 |
| 8                 | Rússia  | Rozalia Galiyeva     | 9,637 |

## Nota
- a. ^ :Durante a qualificatória do aparelho, houve erros nos julgamentos das rotações. Com isso, O Comitê Executivo da FIG aprovou mais três competidoras para disputar a final, totalizando onze.